# La Vila Olímpica del Poblenou

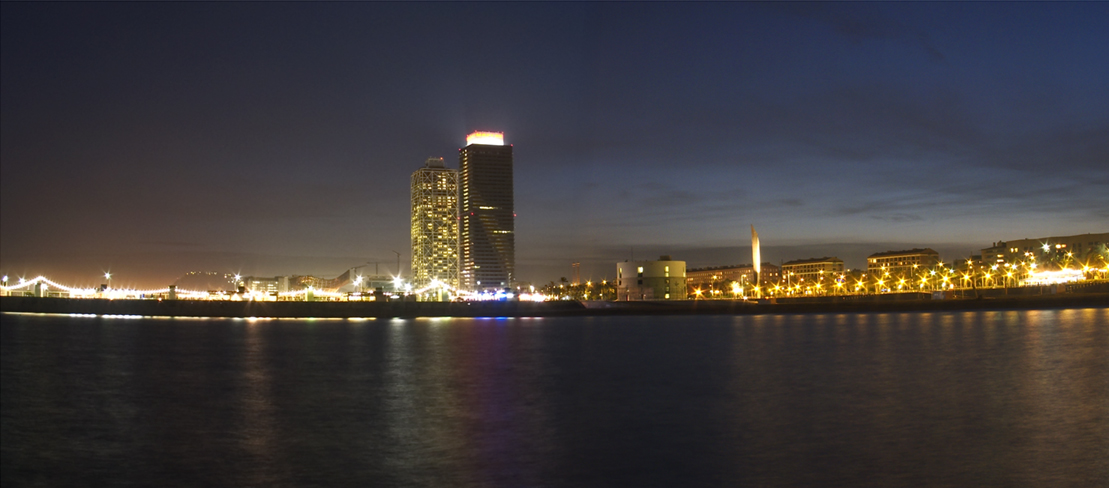
A l'esquerra, el Port Olímpic, al centre, la Torre Mapfre, i a la dreta, edificis de la Vila Olímpica

La Vila Olímpica del Poblenou és un dels barris que conformen el districte de Sant Martí de Barcelona.
En una vella zona industrial del Poblenou, anomenada Nova Icària en record dels antics socialistes utòpics, es va construir el barri de la Vila Olímpica com a residència dels esportistes participants en els Jocs Olímpics de 1992.
El disseny del conjunt va ser obra d'un equip d'arquitectes compost principalment per Oriol Bohigas, Josep Martorell, David Mackay (MBM arquitectes) i Albert Puigdomènech. El projecte inicial preveia la construcció de quatre gratacels, com una mena de senyera gegantina, però el Ministeri d'Obres Pùbliques i Urbanisme (MOPU) va considerar que, d'acord amb la llei de costes recentment aprovada, només s'hi podrien edificar dos, la Torre Mapfre i l'Hotel Arts. Els sectors catalanistes ho van considerar com una clara provocació, tenint en compte el precedent de les Quatre Columnes de Puig i Cadafalch a Montjuïc, enderrocades durant la dictadura de Primo de Rivera.
L'operació urbanística va anar a càrrec de l'empresa mixta Vila Olímpica SA (VOSA), constituïda el desembre del 1986, i suposava, alhora, la recuperació d'aquest front litoral per la ciutat i la creació d'espais de lleure com el Port Olímpic, els parcs del Port i de la Nova Icària i la platja d'aquest mateix nom. L'any 1989, VOSA es va integrar al Barcelona Holding Olímpic SA. El fons d'aquesta empresa, format per 63.838 fotografies, es conserva a l'Arxiu Fotogràfic de Barcelona.
També s'hi troba la presó de Wad-Ras i un campus de la Universitat Pompeu Fabra, ubicada a les renovades instal·lacions d'uns antics quarters militars. La biblioteca ocupa l'edifici del Dipòsit de les Aigües, que antigament alimentava la cascada del Parc de la Ciutadella.